# Gordon Willis
Gordon Willis (* 28. Mai 1931 in New York City; † 18. Mai 2014 in North Falmouth, Massachusetts) war ein US-amerikanischer Kameramann.

## Leben
Willis’ Vater war Maskenbildner bei Warner Brothers. Gordon Willis verbrachte schon in seiner Jugend viel Zeit in New Yorker Kinos. Er begann als Fotograf und arbeitete zwölf Jahre, u. a. während des Koreakriegs, bei der US-Luftwaffe in der Kamera-Abteilung und erstellte dort vorwiegend Lehr- und Dokumentarfilme. Später arbeitete Willis als Kameramann für Dokumentarfilme und Werbung in New York City.
1970 arbeitete er zum ersten Mal in einem Spielfilm als Kameramann. Zwischen 1977 und 1985 drehte er insgesamt acht Filme mit Woody Allen. Seine erste und einzige Regiearbeit war 1980 der Spielfilm L ist nicht nur Liebe.
Zuletzt drehte er vorwiegend Werbefilme.

## Auszeichnungen
Gordon Willis wurde zweimal für den Oscar für die beste Kamera nominiert, 1983 für Zelig und 1991 für Der Pate III. Anfang September 2009 wurde ihm der Ehrenoscar zugesprochen, der ihm am 14. November desselben Jahres überreicht wurde. Außerdem erhielt er 1995 den ASC Lifetime Achievement Award. 2003 wurde er bei einer Umfrage der International Cinematographers Guild unter ihren Mitgliedern in die Top 11 der wichtigsten Kameramänner der Filmgeschichte gewählt.

## Filmografie
- 1970: Der Weg in den Abgrund (End of the Road)
- 1970: Loving
- 1970: Der Hausbesitzer (The Landlord)
- 1970: Die netten Leute von nebenan (The People Next Door)
- 1971: Kleine Mörder (Little Murders)
- 1971: Klute
- 1972: Der Pate (The Godfather)
- 1972: In schlechter Gesellschaft (Bad Company)
- 1972: Sandkastenspiele (Up the Sandbox)
- 1973: Zeit der Prüfungen (The Paper Chase)
- 1974: Der Pate – Teil II (The Godfather: Part II)
- 1974: Zeuge einer Verschwörung (The Parallax View)
- 1975: Unter Wasser stirbt man nicht (The Drowning Pool)
- 1976: Die Unbestechlichen (All the President’s Men)
- 1977: Der Stadtneurotiker (Annie Hall)
- 1977: September 30, 1955
- 1978: Innenleben (Interiors)
- 1978: Eine Farm in Montana (Comes a Horseman)
- 1979: Manhattan
- 1980: L ist nicht nur Liebe (Windows) – auch Regie
- 1980: Stardust Memories
- 1981: Tanz in den Wolken (Pennies from Heaven)
- 1982: Eine Sommernachts-Sexkomödie (A Midsummer Night’s Sex Comedy)
- 1983: Zelig
- 1984: The Lost Honor of Kathryn Beck – Fernsehfilm
- 1984: Broadway Danny Rose
- 1985: The Purple Rose of Cairo
- 1985: Perfect
- 1986: Geschenkt ist noch zu teuer (The Money Pit)
- 1987: Jack, der Aufreißer (The Pick-up Artist)
- 1988: Die grellen Lichter der Großstadt (Bright Lights, Big City)
- 1990: Aus Mangel an Beweisen (Presumed Innocent)
- 1990: Der Pate III (The Godfather: Part III)
- 1993: Malice – Eine Intrige (Malice)
- 1997: Vertrauter Feind (The Devil’s Own)